# Všesulov
Všesulov är en ort i Tjeckien.   Den ligger i regionen Mellersta Böhmen, i den västra delen av landet, 60 km väster om huvudstaden Prag. Všesulov ligger 466 meter över havet och antalet invånare är 101.
Terrängen runt Všesulov är platt söderut, men norrut är den kuperad. Terrängen runt Všesulov sluttar österut. Runt Všesulov är det glesbefolkat, med 10 invånare per kvadratkilometer. Närmaste större samhälle är Rakovník, 11,3 km nordost om Všesulov. Trakten runt Všesulov består till största delen av jordbruksmark.